# ماغي غالاغير
ماغي غالاغير (بالإنجليزية: Maggie Gallagher)‏ هي مؤلفة وكاتِبة وصحفية أمريكية، ولدت في 14 سبتمبر 1960 في ليك أوسويغو في الولايات المتحدة.